# 趙文卓
赵文卓（1972年4月10日—），原名赵卓，籍贯黑龙江省哈尔滨市，中国男演员。毕业于北京体育大学武术系，曾获全国武术冠军和当选中国国家武英级运动健将等荣誉。1992年被导演元奎赏识從而開始進入香港娱乐圈和中国內地娱乐圈，然后接拍多部动作电影，成为新一代“真功夫”影星。因杨佩佩《花木兰》里的李亮一角风靡台湾。

## 生平
趙父為武術教練，母為短跑運動員，其上有兩位哥哥，皆熱衷武術；趙從小就一直受父母薰陶；他八歲起即向张植彬從師習武，曾為哈爾濱武術隊隊員；在大學時曾奪得全國錦標賽少年冠軍、中國全國大學生比賽全能冠軍、全國武術冠軍和當選中國國家武英級運動健將等榮譽。赵文卓擅长于剑、枪和拳术，同时也精通太极拳法，故有「小功夫皇帝」的稱號。
1992年10月，导演元奎来到北京体育大学，正在北京拍摄武打电影《功夫皇帝方世玉》的他急需一个“能打”的人来出演片中“九门提督”一角。赵文卓和许多武术同学被召来同元导演见面，在经过多项武术展示和选拔后，决定选用赵文卓出演。年僅20歲的趙文卓首度踏入影壇便在此片挑大樑演出“九门提督”重要反派角色，與功夫明星李连杰饰演的方世玉有一對一極著重的对手戏。
1993年1月，被著名导演徐克、元彬选中，加上演过头三个系列的李连杰罢演，他得以在电影《黃飛鴻之四：王者之風》当中饰演黄飞鸿，演艺事业开始崭露头角，之后几年相续出演了徐克导演或监制的黄飞鸿系列电影和动作电影。
1998年，他于“中国星”演艺公司签约，随后拍摄了该公司出品的电影《碧血蓝天》、《原始武器》、《生死拳速》和电视连续剧《中华大丈夫》、《花木兰》、《新一剪梅》、《方世玉》等。
2000年，拍摄了导演吴子牛的电影《英雄郑成功》，饰演郑成功，该片荣获华表奖最佳影片，而赵文卓获得金鸡奖最佳男主角提名。另外，在往後幾年里，赵文卓还拍摄了《霍元甲》、《風雲之雄霸天下》、《大醉侠》、《書劍恩仇錄》、《至尊紅顏》、《神醫俠侶》等电视连续剧風靡兩岸三地。
2012年拍摄电影《特殊身份》时，劇組單方面撕毀合約，引起他与此片主演、监制甄子丹之间的“口水战”争议，引起社会舆论的广泛热议。在此之后，曾与甄子丹、赵文卓同在《特殊身份》剧组的演员洪波，在京召开新闻发布会，详述了曾因发微博为赵文卓说好话而遭到《特殊身份》剧组驱逐的旧事。洪波称，召开发布会澄清，不仅是为赵文卓澄清事实，也是为自己讨一个公道。此外，洪波还提到甄子丹的司机涉嫌杀人。时隔不久，事件再次升级。自称是《特殊身份》的前导演檀冰开了新闻发布会，表示要发布事实真相。该导演在新闻发布会中声称，电影的原监制是成龙，但是因为档期原因，成龙大哥时间比较紧张。甄子丹以罢演相逼，借机接下了监制一职。剧组最终在2011年9月24日签下了满足甄子丹的合約。但是甄子丹接手之后，电影的片名、演员、导演全部更换，片名由《终极解码》换成了《特殊身份》。
而甄子丹方的發言人趙小姐則表示，檀冰當初是以「成龍會加盟」為由邀請甄子丹入組，後來成龍沒有時間參與，甄子丹也打算退出，檀冰才改請甄子丹擔任監製。隨後，投資方另找人重新編寫劇本，並對因不許別人改動劇本而退出的檀冰，給予全額的前期投資補償。

## 个人生活
在香港发展时，他曾與梅艷芳（1995年至1996年）成為情侶。2002年8月時與前女友「小連」（化名）育有一子，名为趙元達，出生于加拿大。現在妻子張丹露，與趙同籍貫。两人於2006年6月結婚，育有兩女一子。2007年9月24日，女儿赵紫阳在美国出生，赵文卓表示“‘紫’代表美丽优雅，‘阳’代表健康开朗，所以我的女儿的名字叫紫阳”。其与中国共产党已故领导人同名。2011年7月15日，儿子赵子龙在香港出生。赵文卓表示：“赵子龙是三国历史英雄人物，我希望儿子像赵子龙一样，勇敢坚强充满智慧。我打算将自己一身武艺，亲身传授给儿子，让他可以健康成长，做一个男子汉。”2011年9月為一個報導趙文卓為其女兒紫陽慶生的聚會時，兩個月大的兒子子龍露面。2016年9月13日，張丹露誕下兩人的第三胎。

## 与梅艳芳的恋情
1995年，梅艳芳和赵文卓相识并走到一起，但仅一年就分开了。他们异口同声地表示因为性格方面的原因，但圈里人都认为是因外界猜测赵文卓想借梅艳芳成名，赵文卓在外界的異樣眼光和壓力之下才最终选择分手。
與趙文卓感情破裂後，梅日漸消瘦，但最後心結還是解開了。。梅曾表示，與趙的分手是個誤會，若有盡力挽救這段感情的話則早已是趙太；趙接受陳志雲訪問時，承認曾談婚論嫁，雙方家長曾見面，惋惜因誤會而分開，有緣無分。。

## 演出作品

### 电影
| 年度   | 片名                                              | 角色     | 合作导演               | 备注                  |
| 1993年 | 方世玉 The Legend of Fong Sai-Yuk                 | 鄂爾多   | 元奎                   |                       |
| 1993年 | 黃飛鴻之四：王者之風 Once Upon A Time In China IV | 黄飞鸿   | 元彬、 徐克            |                       |
| 1993年 | 青蛇 Green Snake                                  | 法海     | 徐克                   |                       |
| 1994年 | 黃飛鴻之五：龍城殲霸 Once Upon A Time In China V  | 黄飞鸿   | 徐克                   |                       |
| 1995年 | 金玉滿堂 The Chinese Feast                        | 龍崑保   | 徐克                   | 又名：滿漢全席        |
| 1995年 | 刀 The Blade                                      | 定安     | 徐克                   | 又名：斷刀客          |
| 1996年 | 麻雀飛龍 Mahjong Dragon                           | 鬼首     | 元奎、 黎大煒、 劉鎮偉 |                       |
| 1998年 | 碧血藍天 Another Meltdown                         | 嚴冬     | 林伟伦                 |                       |
| 1999年 | 原始武器                                          |          |                        |                       |
| 2000年 | 生死拳速 Fist Power                               | 卓立人   | 張敏                   |                       |
| 2001年 | 英雄鄭成功                                        | 郑成功   |                        |                       |
| 2005年 | 浅蓝深蓝 In The Blue                              | 武术老师 | 袁衛東                 | 公益演出              |
| 2009年 | 苏乞儿 True Legend                                | 蘇燦     | 袁和平                 |                       |
| 2010年 | 趙氏孤兒                                          | 赵朔     | 陈凯歌                 |                       |
| 2011年 | 大武当之天地密码 Wu Dang                          | 唐雲龍   | 梁柏堅                 |                       |
| 2014年 | 白发魔女传之明月天国                              |          | 張之亮                 |                       |
| 2014年 | 全城通緝                                          | 邵雲峰   | 汪濤                   |                       |
| 2017年 | 蕩寇風雲                                          | 戚繼光   | 陳嘉上                 |                       |
| 2018年 | 黃飛鴻之南北英雄                                  | 黃飛鴻   |                        | 網絡電影              |
| 2018年 | 功夫联盟                                          | 黄飞鸿   | 劉鎮偉                 |                       |
| 2018年 | 黃飛鴻之怒海雄風                                  | 黃飛鴻   |                        | 網絡電影              |
| 2021年 | 反击                                              | 陆子明   |                        | 網絡電影， 兼任"導演" |
| 2022年 | 纹身                                              | 阿昌     |                        |                       |
| 2025年 | 生死危机                                          |          |                        | 網絡電影              |

### 电视剧
| 年度   | 劇名                                                              | 角色          | 合作导演       | 备注             |
| 1996年 | 黄飞鸿新传 Once Upon A Time In China                              | 黃飛鴻        |                | 徐克監製         |
| 1998年 | 花木蘭 Mulan                                                      | 李亮          | 李惠民、賴水清 |                  |
| 1999年 | 中華大丈夫 Fist of Hero                                           | 容海山        |                |                  |
| 2000年 | 新方世玉                                                          | 方世玉        |                |                  |
| 2000年 | 新一剪梅                                                          | 赵时俊        |                | 又名：青河绝恋   |
| 2001年 | 風雲之雄霸天下 Wind and Cloud                                     | 聂风          |                |                  |
| 2001年 | 霍元甲                                                            | 霍元甲        |                |                  |
| 2002年 | 大醉俠 Drunken Hero                                               | 米问天        | 蘇元峰、邱英洪 |                  |
| 2003年 | 書劍恩仇錄 Book and Sword                                         | 陈家洛        |                |                  |
| 2004年 | 至尊紅顏 The Great Empress Wu Mei Niang                           | 李君羡 张易之 | 颢然           | 又名：武媚娘傳奇 |
| 2004年 | 神醫俠侶 Miracle Healers                                          | 刘宣          | 賴水清         |                  |
| 2004年 | 風雲II七武器 Wind and Cloud 2                                     | 聂风          |                |                  |
| 2005年 | 雪域迷城                                                          | 雷欧          |                |                  |
| 2005年 | 御前四寶                                                          | 康熙帝        |                |                  |
| 2005年 | 七劍下天山 Seven Swordsman                                        | 楚昭南        | 徐克、 張鑫炎  |                  |
| 2008年 | 太極 The Master of Tai Chi                                        | 巫馬          | 蔡晶盛         |                  |
| 2010年 | 七俠五義人間道 The Seven Heroes and Five Gallants: Tenet on Earth | 展昭          | 李惠民         |                  |
| 2014年 | 铁血红安                                                          |               |                |                  |
| 2015年 | 英雄不流泪                                                        | 元震          |                |                  |
| 2016年 | 红星照耀中国                                                      | 张学良        |                | 特邀出演         |
| 2020年 | 大侠霍元甲                                                        | 霍元甲        |                |                  |

## 外部連結
- 趙文卓的新浪博客
- 趙文卓的新浪微博
- 赵文卓个人资料 （页面存档备份，存于）
- 娱乐圈未成正果的情侣.东方网.2005-06-27
- 香港国际武术节侧记 赵文卓追溯武术与电影源流.新浪娱乐.2012-02-28（页面存档备份，存于）
- 香港国际武术节迎来十年大庆[永久]
- 赵文卓力推香港国际武术节 （页面存档备份，存于）
- 趙文卓在互联网电影资料库（IMDb）上的資料（英文）
- 趙文卓在香港影庫上的簡介
- 趙文卓在豆瓣上的资料（简体中文）
- 趙文卓在时光网上的簡介（简体中文）